# Шмаровоз, Григорий Степанович
Григорий Степанович Шмаровоз (1912—2001) — командир пулемётного взвода 29-го стрелкового полка 38-й стрелковой дивизии 40-й армии Воронежского фронта, старшина. Герой Советского Союза.

## Биография
Родился 21 января 1912 года в станице Уманская (ныне Ленинградская) Краснодарского края.
В Красной Армии в 1938—1940 годах и с июня 1941 года. На фронте в Великую Отечественную войну с августа 1942 года. Отличился при форсировании реки Днепр в районе города Канев Черкасской области Украинской ССР.
Указом Президиума Верховного Совета СССР «О присвоении звания Героя Советского Союза генералам, офицерскому, сержантскому и рядовому составу Красной Армии» от 10 января 1944 года за «образцовое выполнение боевых заданий командования на фронте борьбы с немецко-фашистскими захватчиками и проявленные при этом отвагу и геройство» удостоен звания Героя Советского Союза с вручением ордена Ленина и медали «Золотая Звезда».
В 1946 году был демобилизован. Жил в Краснодаре. Скончался 6 января 2001 года.

## Награды
- Медаль «Золотая Звезда» Героя Советского Союза (10.01.1944)[2][4];
- орден Ленина (10.01.1944);
- орден Отечественной войны I степени (11.03.1985)[5];
- орден Красной Звезды (15.07.1943)[6];
- медаль «За отвагу» (04.09.1943)[7].